# 石上皇子
石上皇子（いそのかみおうじ・いそのかみのみこ、生没年不詳）は、飛鳥時代の皇族。『古事記』での表記は石上王。

## 系譜
欽明天皇の皇子。母は宣化天皇の皇女、倉稚綾姫皇女（小石姫命）